# Stephen McKenna
Stephen McKenna, född 20 mars 1939 i Ashford, Middlesex, död 4 maj 2017, var en brittisk målare. Han målade figurativt med influenser från klassicism och metafysiskt måleri.

## Liv och gärning
Stephen McKenna föddes i Ashford, Middlesex med en far från Nordirland och en skotsk mor. Han utbildade sig vid Slade School of Fine Art och anammade till en början en påbjuden abstrakt och modernistisk stil. När han övergick till att måla figurativt hamnade han plötsligt utanför det brittiska konstetablissemanget. År 1971 besökte han Tyskland, där figurativ konst var mer accepterad, och bestämde sig för att bosätta sig där. Han tog till sig koncept från det metafysiska måleriet och dess företrädare Carlo Carrà, Giorgio de Chirico och Giorgio Morandi, samt från franska klassicistiska målare. I slutet av 1970-talet flyttade han till Belgien och därefter till Italien. Från och med 1973 tillbringade han också mycket tid i Donegal i norra Irland där hans far hade bosatt sig. I slutet av 1990-talet bosatte han sig permanent i Muine Bheag i Carlow, Irland.
Omkring skiftet mellan 1970- och 1980-tal slutade McKennas uttryck att betraktas som alltför långt utanför mittfåran och 1986 var han kortlistad till Turnerpriset. År 1997 bjöds han in att kuratera en stor utställning på Irish Museum of Modern Art, The pursuit of painting, där han visade upp 26 konstnärer som hade betytt mycket för honom. Han valdes in i irländska Aosdána 1999 och var ordförande för Royal Hibernian Academy 2005–2009.